# زنامنکا (شهرستان بلبیفسکی، باشقیرستان)
زنامنکا (به لاتین: Znamenka) یک منطقهٔ مسکونی در روسیه است که در باشقیرستان واقع شده‌است.